# 白云山国家森林公园
白云山国家森林公园，位于中国河南省洛阳市嵩县南部。属天然原始森林，面积为8133.33公顷（81平方公里），海拔在1500米以上的山峰有75座，玉皇顶海拔2216米，为中原第一高峰。